# Deinsberg (Gemeinde Guttaring)
Deinsberg ist eine Ortschaft in der Gemeinde Guttaring im Bezirk Sankt Veit an der Glan in Kärnten (Österreich). Die Ortschaft hat 65 Einwohner (Stand 1. Jänner 2024).

## Lage
Die Ortschaft liegt im Südosten des Guttaringer Berglands, auf dem Gebiet der Katastralgemeinde Deinsberg und am Ostrand der Katastralgemeinde Guttaring, nordöstlich des Gemeindehauptorts Guttaring. Die Ortschaft besteht aus einem kleinen Dorf um die Filialkirche Deinsberg sowie einigen Höfen in Streulage.
Im Dorf werden folgende Hofnamen geführt; sofern sie auf dem Gebiet der Katastralgemeinde Guttaring liegen, wird das im Folgenden jeweils in Klammern vermerkt: im Dorf Lorebauer (Nr. 1), Sichelhof (Nr. 5), Unterer Schmied (Toni bei Deinsberg, Nr. 6, in KG Guttaring) und Oberer Schmied (Lucki bei Deinsberg, Nr. 7, in KG Guttaring). Nahe beim Dorf liegen im Norden Zinak (Nr. 11, in KG Guttaring) und die Bungarthube (Nr. 9). Jeweils ein paar hundert Meter vom Dorf entfernt liegt im Osten ein Haus (Nr. 10) am Weg nach Schelmberg, im Ostnordosten die Melharthube (Nr. 13), im Nordosten die Stiflitzerhube (Stieflitzer, Nr. 14), und im Nordnordosten die nur vom Urtlgraben aus erreichbare Türschnerhube am Küstenberg (Rustenberger, Nr. 15). Weit abgelegen, 2 ½ km nordöstlich des Dorfs, liegt die Leitenkeusche (Nr. 12).

## Geschichte
Im Jahr 1121 wurde Deinsberg als Tunsberg urkundlich erwähnt, 1126 als Tiuansperch. Der Ortsname könnte sich vom Personennamen Dionys ableiten.
Die Siedlung entstand vermutlich aufgrund der Eisenerzvorkommen in der näheren Umgebung. Antike Inschriftsteine in der Vorhalle der Kirche weisen darauf hin, dass wohl schon die Römer hier Bergbau betrieben haben.  Spuren des Bergbaus finden sich in der näheren Umgebung des Ortes; am auffälligsten sind Schlackenhalden von 250 m Länge und 153 m Breite, die mit Büschen und Bäumen überwachsen, aber nicht zu übersehen sind. Wie lange in Deinsberg Bergbau betrieben wurde, ist nicht bekannt; im nahegelegenen Urtlgraben wurde noch bis ins Jahr 1834 in einem Floßofen Eisen erschmolzen. Ein im Mittelalter genanntes Schloss ist verschollen; vielleicht stand es an Stelle des Sichelhofs, nahe der Kirche.
1309 wurde Deinsberg als Pfarre genannt. Das Gebäude der heutigen Filialkirche Deinsberg, das vermutlich Ende des 13. Jahrhunderts errichtet wurde, schien 1362 erstmals in einer Urkunde auf. Es steht allerdings fest, dass es schon lange davor eine Eigenkirche der Bergleute gab, denn in mittelalterlichen Aufzeichnungen wird die Deinsberger Kirche wiederholt als antiquissima (alt, altertümlich) bezeichnet. Die Pfarre wurde 1779 aufgehoben, seit 1891 ist Deinsberg eine Filiale der Pfarre Guttaring.
Durch die Schaffung der Steuergemeinden im ausgehenden 18. Jahrhundert wurde der Ort durchschnitten: der westliche Teil des Orts lag nun in der Steuergemeinde Guttaring und gehörte somit in der ersten Hälfte des 19. Jahrhunderts zum Steuerbezirk Guttaring. Der östliche, größere Teil des Orts, in der Steuergemeinde Deinsberg gelegen, gehörte in der ersten Hälfte des 19. Jahrhunderts zum Steuerbezirk Althofen (Herrschaft und Landgericht). Bei der Bildung der politischen Gemeinden 1850 kam die gesamte heutige Ortschaft an die Gemeinde Guttaring. Allerdings wurden zunächst nur die in der Katastralgemeinde Deinsberg befindlichen Häuser des Orts als Ortschaft Deinsberg geführt; der westliche Teil der heutigen Ortschaft hingegen galt nun über 100 Jahre lang als Teil der Ortschaft Guttaring. Erst seit wenigen Jahrzehnten gehören auch Unterer und Oberer Schmied, Zinak sowie einige neuere Bauten am westlichen Dorfrand zur Ortschaft Deinsberg.

## Bevölkerungsentwicklung
Für die Ortschaft ermittelte man folgende Einwohnerzahlen:
nur der in der Katastralgemeinde Deinsberg befindliche Teil der heutigen Ortschaft:
- 1869: 17 Häuser, 118 Einwohner[3]
- 1880: 21 Häuser, 139 Einwohner[4]
- 1890: 16 Häuser, 126 Einwohner[5]
- 1900: 14 Häuser, 103 Einwohner[6]
- 1910: 12 Häuser, 95 Einwohner[7]
- 1923: 10 Häuser, 64 Einwohner[8]
- 1934: 80 Einwohner[9]
- 1961: 11 Häuser, 82 Einwohner[10]

Ortschaft im heutigen Umfang:
- 2001: 21 Gebäude (davon 18 mit Hauptwohnsitz) mit 23 Wohnungen; 64 Einwohner und 2 Nebenwohnsitzfälle; 21 Haushalte; 0 Arbeitsstätten, 10 land- und forstwirtschaftliche Betriebe[11]
- 2011: 24 Gebäude, 65 Einwohner, 24 Haushalte, 1 Arbeitsstätte[12]
- 2021: 23 Gebäude, 60 Einwohner, 23 Haushalte, 9 Arbeitsstätten[13]